# Multiplex-PCR
Die Multiplex-PCR ist eine Anwendungsform der diagnostischen PCR. Ursprünglich wurde die PCR vor allem für die Amplifizierung (Vervielfältigung) von DNA zur Sequenzierung (Bestimmung der Basenabfolge) der amplifizierten DNA eingesetzt. Durch den Fortschritt der Sequenzierungsprojekte wurde es möglich, die PCR als diagnostische Methode zu benutzen. Mit der Kenntnis der Basenabfolge im Genom eines Organismus wurde es möglich, die für diesen Organismus spezifischen Sequenzen oder die mit einer Krankheit verbundenen Sequenzveränderungen zu ermitteln. Auf diese spezifischen Sequenzen wird dann eine diagnostische PCR entwickelt. Eine solche PCR zum Nachweis eines Abschnitts im Genom wird auch als Singleplex-PCR oder Einzel-PCR bezeichnet. Für viele Erkrankungen können aber verschiedene Viren oder Bakterien oder genomische Veränderungen die Ursache sein. Deshalb ist es zur Bestimmung der Ursache der Erkrankung notwendig, mehrere Singleplex-PCR-Nachweise durchzuführen. Unter diesen Bedingungen ist eine Multiplex-PCR sinnvoll.

## Prinzip
In einer Multiplex-PCR werden die einzelnen PCR-Verfahren nicht mehr in getrennten PCR-Reaktionen verwirklicht, sondern alle zusammen in einer PCR-Reaktion. Damit wird der Aufwand für die Bestimmung der Ursache der Krankheit, vor allem die Kosten und die Zeit, verringert. Eine Multiplex-PCR ist also ein PCR-Ansatz mit dem Potential zum Nachweis von mehr als einem Genomabschnitt. Die Entwicklung einer Multiplex-PCR ist mit einem erhöhten Aufwand verbunden. Durch die erhöhte Anzahl von Primern und Sonden (bei der Gestaltung als real-time PCR) sind Wechselwirkungen zwischen diesen Oligonukleotiden viel wahrscheinlicher und treten auch in der Realität viel häufiger auf. Diese Wechselwirkungen würden die Sensitivität der Multiplex-PCR reduzieren und müssen deshalb ausgeschlossen werden.

## Stand
Unter den realen Bedingungen ist es sehr schwierig, diese Wechselwirkungen zwischen den Oligonukleotiden vollständig auszuschließen, weshalb sensitive Multiplex-PCR-Anwendungen aktuell vor allem Duplex-PCR sind. Und dabei wiederum wird sehr oft der Nachweis der zu bestimmenden Genomsequenz mit einer internen Amplifikationskontrolle kombiniert. Eine Amplifikationskontrolle ist für viele diagnostische PCR-Anwendungen vorgeschrieben, um falsch negative Ergebnisse auszuschließen. Falsch negative Ergebnisse würden entstehen, wenn in der zu untersuchenden DNA Inhibitoren für den PCR-Nachweis enthalten wären. In der Realität sind dies vor allem Inhibitoren für die enzymatische Aktivität der Taq-Polymerase wie Eisen-Ionen aus den roten Blutzellen. Die Amplifikationskontrolle ist ein PCR-Nachweis, der die Abwesenheit von Inhibitoren für die PCR detektiert. Dafür wird eine zweite PCR-Reaktion konstruiert und der PCR-Ansatz mit einer kleinen Menge der Ziel-DNA für diese PCR versetzt. Bei einem negativen Ergebnis für den Nachweis der zu bestimmenden Genomsequenz muss diese Amplifikationskontrolle positiv sein, um die Abwesenheit von Inhibitoren und damit die Richtigkeit des negativen Ergebnisses zu bestätigen.
Wenngleich Duplex-PCR-Reaktionen am weitesten verbreitet sind, so sind Verfahren mit bis zu vier PCR-Nachweisen pro Ansatz keine Seltenheit mehr.

## Hinweis
Unter Marketing-Gesichtspunkten verkaufen einige Unternehmen Nachweiskits als Multiplex-PCR, die mehrere getrennte PCR-Ansätze enthalten. Dies ist keine wirkliche Multiplex-PCR.

## Ausblick
Wegen der großen Anzahl realer diagnostischer Probleme mit einer Vielzahl von möglichen Ursachen ist von einer weiteren Verbreitung von Multiplex-PCR-Verfahren auszugehen. Beispielhaft sind dies so wichtige Bereiche wie die Sepsis-Analytik, die Diagnose von Atemwegserkrankungen, die Krebsdiagnostik, der Nachweis von gentechnisch veränderten Organismen (GVO) oder der Ursache von Durchfallerkrankungen. Dabei ist vor allem mit einer weiteren Erhöhung der Multiplex-Anzahl und der Detektion mittels real-time PCR zu rechnen.